# 美穂村
美穂村（みほそん）は鳥取県気高郡にあった村。旧高草郡。

## 概要
現在の鳥取市上味野・下味野・朝月・竹生・向国安・源太にあたり、千代川下流左岸に位置する。1933年10月1日に編入された岩美郡美保村とは異なり、同村消滅までは隣接していた。
村名は米の産地を象徴して「瑞穂」としようとしたが、気多郡瑞穂村（高草郡と気多郡は同じ郡役所が管轄）が先に使用していたことから「みずほ」の「ず」を取って「美穂」と命名した。
現在は鳥取県道42号鳥取河原線が通っている。美穂郵便局などに名前が残っている。

## 歴史
藩政時代には鳥取藩領の高草郡味野郷（あじののごう）に属する上味野村・下味野村（枝郷に朝月村）・竹生村、および邑美郡三戸古保（みとこのほ）に属する国安村があった。
国安村は千代川の大洪水で流路が変わり、西対岸に枝郷の向国安村および飛び地の源太の3つに分かれていた。池田長吉が邑美郡を支配した慶長年間に、洪水後にできた中洲の領分をめぐって高草郡を支配していた亀井茲矩と争い、幕府の裁定で国安村の領分となったとされる。
その後、向国安村と源太村は正式に分村して高草郡に編入、これに味野郷の4ヶ村を足した計6ヶ村が合併して美穂村の範囲となった。

### 沿革
- 天保5年（1834年） - 国安村から枝郷の向国安村を国安村新田として分村[1]。
- 明治元年（1868年） - 国安村から飛び地の源太を1村として分村[1]。
- 明治2年（1869年） - 下味野村から枝郷の朝月村を分村（藩史）、ただし幕末には実質的に独立していたと見られる[1]。
- 明治5年（1873年） - 向国安村・源太村の所属郡が邑美郡から高草郡に変更。
- 1889年（明治22年）10月1日 - 町村制の施行により、下味野村・朝月村・上味野村・竹生村・向国安村・源太村が合併して高草郡美穂村が発足。旧村名を継承した6大字を編成。
- 1896年（明治29年）4月1日 - 郡制の施行により、高草郡・気多郡の区域をもって気高郡が発足し、気高郡美穂村となる。
- 1915年（大正4年）1月1日 - 「美穂村大字○○村」から大字の「村」を削除し、「美穂村大字○○」と改称[3]。
- 1953年（昭和28年）7月1日 - 鳥取市に編入。同日美穂村廃止[4]。日進小学校で合併式典が挙行される[5]。

## 行政

### 役場
- 1883年（明治16年） - 連合戸長役場を竹生村の金谷義周宅に設置[1]。
- 1889年（明治22年）10月1日 - 町村制施行により竹生村外15ヶ村連合は美穂村・大和村・砂見村・岩坪村に分かれて発足。美穂村役場は大字朝月村に設置される[6]。
- 1891年（明治24年） - 役場位置を大字上味野村に変更[7]。
- 1900年（明治33年） - 役場位置を変更（大字上味野村）[1]。
- 1911年（明治44年） - 役場位置を大字上味野字フケ419番地、美穂尋常高等小学校裁縫室（現在の日昭電機製作所）に変更[1][8]。
- 1934年（昭和9年）8月12日 - 役場位置を大字上味野字ガブガブ375番地、美穂尋常高等小学校東隣（現在の上味野集会所西隣）に変更[1][9][10]。
- 1944年（昭和19年）6月1日 - 役場位置を大字朝月27番地、美穂農協事務所隣接地（後のJA鳥取いなば美穂支店）に変更[11]。戦時体制の一環として行政と農業団体との連携を強めるためのもの[1]。
- 1953年（昭和28年）5月4日 - 農協の施設より出火、役場庁舎及び農協事務所が類焼。小学校理科室を仮庁舎として業務を続けた[1]。
- 1953年（昭和28年）7月1日 - 鳥取市編入により鳥取市役所美穂支所が発足。旧美穂農協敷地内農業倉庫東隣り角地に二階建事務所新築[1]。

### 戸長
- 猪子村・横枕村・玉津村・向国安村・竹生村戸長（1879年頃）：金谷義周
- 竹生村外15ヶ村連合戸長役場（1883年-1889年）：金谷義周 - 五百蔵勇[12]
管轄区域：竹生村・下味野村・朝月村・上味野村・向国安村・源太村（後の美穂村）、横枕村・玉津村・倭文村・長谷村・赤子田村・猪子村（後の大和村）、下砂見村・中砂見村・上砂見村（後の砂見村）、岩坪村[13]

### 歴代村長
| 代         | 氏名       | 就任年月日                 | 退任年月日                 | 出身   | 備考                                                       |
| ---------- | ---------- | -------------------------- | -------------------------- | ------ | ---------------------------------------------------------- |
| 初         | 金谷義周   | 1889年（明治22年）11月7日  | 1893年（明治26年）11月5日  | 竹生   | 元竹生村戸長 竹生村外15ヶ村連合戸長 古海村外11ヶ村連合戸長 |
| 2          | 金谷義周   | 1893年（明治26年）11月16日 | 1895年（明治28年）3月17日  | 竹生   |                                                            |
| 3          | 近藤寛次郎 | 1895年（明治28年）4月20日  | 1899年（明治32年）4月19日  | 下味野 |                                                            |
| 4          | 近藤寛次郎 | 1899年（明治32年）5月11日  | 1899年（明治32年）9月11日  | 下味野 |                                                            |
| 5          | 近藤文吉   | 1899年（明治32年）9月21日  | 1903年（明治36年）2月19日  | 竹生   |                                                            |
| 6          | 有田喜太郎 | 1903年（明治36年）4月9日   | 1907年（明治40年）4月8日   | 上味野 |                                                            |
| 7          | 原田千代蔵 | 1907年（明治40年）4月15日  | 1911年（明治44年）4月14日  | 向国安 |                                                            |
| 8          | 原田千代蔵 | 1911年（明治44年）4月28日  | 1913年（大正2年）12月13日  | 向国安 |                                                            |
| 9          | 原田千代蔵 | 1914年（大正3年）1月22日   | 1918年（大正7年）1月21日   | 向国安 |                                                            |
| 10         | 本城源雄   | 1918年（大正7年）1月22日   | 1922年（大正11年）1月21日  | 上味野 |                                                            |
| 11         | 本城源雄   | 1922年（大正11年）2月4日   | 1924年（大正13年）7月5日   | 上味野 |                                                            |
| 12         | 林仲治     | 1924年（大正13年）9月6日   | 1925年（大正14年）9月22日  | 向国安 |                                                            |
| 13         | 三田喜代蔵 | 1925年（大正14年）12月26日 | 1929年（昭和4年）12月25日  | 上味野 |                                                            |
| 14         | 三田喜代蔵 | 1929年（昭和4年）12月28日  | 1933年（昭和8年）12月27日  | 上味野 |                                                            |
| 15         | 林仲治     | 1933年（昭和8年）12月28日  | 1937年（昭和12年）12月27日 | 向国安 |                                                            |
| 16         | 林尚夫     | 1938年（昭和13年）1月4日   | 1942年（昭和17年）1月3日   | 向国安 |                                                            |
| 17         | 筧樠治郎   | 1942年（昭和17年）1月4日   | 1945年（昭和20年）6月10日  | 下味野 |                                                            |
| 18         | 有田嘉孝   | 1945年（昭和20年）6月18日  | 1947年（昭和22年）2月28日  | 上味野 |                                                            |
| 19         | 三田吉之   | 1947年（昭和22年）4月8日   | 1951年（昭和26年）4月7日   | 上味野 | 初代公選村長                                               |
| 20         | 三田吉之   | 1951年（昭和26年）4月24日  | 1953年（昭和28年）6月30日  | 上味野 |                                                            |
| 参考文献 - |            |                            |                            |        |                                                            |

## 教育
- 美穂村立美穂小学校：合併後に鳥取市立美穂小学校、その後統合により鳥取市立美和小学校、更に統合により現在は鳥取市立江山学園となる。
- 大和村美穂村組合立美和中学校：所在地は大和村倭文。合併後に鳥取市立美和中学校、その後統合により鳥取市立江山中学校、更に統合により現在は鳥取市立江山学園となる。
- 鳥取農業高等学校美和分校：1948年（昭和23年）4月に大和村倭文の千代青年学校校舎を引き継いで県立実業高等学校美和分校を設置。1953年（昭和28年）4月に鳥取農業高等学校美和分校となる。1958年（昭和33年）4月、源太に分校舎設置。統合により鳥取県立鳥取湖陵高等学校美和分校となり2006年閉校[1]。

## 交通
千代川右岸には鳥取城大手門から上方往来（智頭往来）が通っていたのに対し、左岸に位置する当村は閑散としており藩政時代は水運が主流であった。その上方往来と対照的な道路が1895年（明治28年）に賀露～岩坪間に開通し、当村の交通の便は発達した。
- 源太橋：徳川幕府の軍略的政策により主要な街道の河川には一切架橋しないのが原則とされ、当村も千代川対岸とは「源太の渡し」という渡しで結んでいた。それに代わる橋として1889年に小橋を架橋したものの洪水の度に押し流され、その残骸が下流の千代橋や八千代橋にひっかかり問題を起こしていた。1934年に長い木橋で架橋されたがわずか10数日後に室戸台風で流失。戦後の1951年、建設省により延長341m、幅員5.5mの鉄筋コンクリート製永久橋が架橋されるまで昔ながらの渡しが続けられていた[1]。

## 出身者
- 筧馬蔵（酒類販売業、吉岡ホテル社長）[14]
- 筧雄平（篤志家、豪農、大地主[15]、公共事業家、日本で初めて農繁期託児所を開設）
- 林重浩（教育者）
- 矢部貞治（政治学者、評論家）